# Apus Weg ins Leben: Apus Welt
Apus Weg ins Leben: Apus Welt (Bengalisch: অপুর সংসার, Apur Saṃsār) ist ein indischer Spielfilm von Satyajit Ray aus dem Jahr 1959. Er entstand nach einer Geschichte von Bibhutibhushan Bandyopadhyay.

## Handlung
Apu hat sein Studium am City College in Kolkata beendet, ist arbeitslos und lebt in einer lärmigen Dachterrassenwohnung in Nord-Kolkata direkt an einer Eisenbahnstrecke. Er träumt davon, Schriftsteller zu werden und hat auch begonnen, einen Roman zu schreiben. Eines Tages macht ihn sein ehemaliger Kommilitone Pulu ausfindig und lädt ihn zur Hochzeit seiner Cousine Aparna in einem Dorf im Distrikt Khulna ein. Auf einem kleinen Boot reisen sie zur Hochzeit, alles ist mitten in den Vorbereitungen: Die Braut wird geschmückt, der Bräutigam wird in einer Sänfte herangetragen. Er stellt sich jedoch als geisteskrank heraus (zerrupft seinen Hochzeitsturban), der „günstige“ Hochzeitstermin droht zu platzen. Um die Braut vor dem Fluch, nie heiraten zu werden, zu retten, versucht Pulu Apu zur Ad-hoc-Hochzeit zu überreden. Apu protestiert, hält alle dort für rückständig im Denken. Letztlich entscheidet er sich, der Familie seines Freundes zu helfen, und steht als Ehemann zur Verfügung.
Schüchtern lernen sich die Frischverheirateten nach der Hochzeit kennen. Aparna ist enttäuscht über die ärmlichen Verhältnisse Apus in Kolkata und er hat Minderwertigkeitsgefühle, ihr nicht den bislang gewohnten „Luxus“ bieten zu können. Mit der indischen Einstellung, die Entscheidungen des Schicksals zu akzeptieren, versucht Aparna, sich in der neuen Situation einzurichten.
Sie sind inzwischen glücklich verliebt. Aparna ist schwanger und geht für zwei Monate zu ihren Eltern, um dort das Kind zu bekommen. Sie schreiben sich Briefe. Als Apu von einem Boten vernimmt, dass Aparna bei der Geburt gestorben ist, ist sein Schmerz unfassbar. Er verfällt in Lethargie; sich das Leben zu nehmen, misslingt. Apu schreibt Pulu, der ins Ausland geht, einen letzten Brief und verlässt die Stadt mit ungewissem Ziel; sein Sohn Kajal bleibt bei Aparnas Eltern.
Apu wandert durch die Lande und opfert selbst das Manuskript seines Romans, um sich vom letzten Rest der auf ihm lastenden Vergangenheit zu befreien.
Apus Sohn ist mittlerweile ungefähr vier Jahre alt als Pulu zurückkommt. Er macht heimtückische Kinderstreiche. Pulu erfährt, dass Apu seinen Sohn Kajal nie gesehen hat. Eher zufällig trifft Pulu Apu und versucht, ihn zu überzeugen, sich um Kajal zu kümmern. Apu offenbart, Kajal die Schuld für Aparnas Tod zu geben – er hat sich durch die Zerstörung alles Materiellen nicht vom Schmerz der Vergangenheit befreien können.
Als Apu dann doch zu seinen Schwiegereltern kommt, reißt Kajal vor ihm aus und ist kalt und abweisend. Apus Versuche, sich ihm zu nähern, gelingen nicht. Er geht, ohne Kajal mitzunehmen. Der Junge folgt ihm unerwartet; sie gehen zusammen davon.

## Hintergrund
Apur Sansar ist der dritte Teil der Apu-Trilogie von Satyajit Ray. Er erschien am 1. Mai 1959.
Durch die Kameraarbeit Subrata Mitras wird die Aufmerksamkeit des Zuschauers ohne Schnitte durch die Bewegung der Kamera fast unmerklich von einer Szene auf die nächste geleitet.

## Kritiken
„In diesem dritten Teil der Trilogie setzen sich die europäischen Vorbilder, vor allem in der Bildsprache, endgültig durch. Eindringlich und überzeugend inszeniert, verbindet der Film traditionelle Chiffren mit einer modernen Betrachtungsweise.“

## Auszeichnungen
- National Film Award als Bester Film, 1960
- Sutherland Trophy for Best Original and Imaginative Film, London Film Festival, 1960
- Diploma of Merit, XIV. Edinburgh International Film Festival, 1960
- Best Foreign Film of 1960, National Board of Review of Motion Pictures, USA